# Sielsowiet Dobryniewo
Sielsowiet Dobryniewo (biał. Дабрынёўскі сельсавет, Dabryniouski sielsawiet; ros. Добринёвский сельсовет) – sielsowiet na Białorusi, w obwodzie mińskim, w rejonie dzierżyńskim, z siedzibą w Dobryniewie.

## Demografia
Według spisu z 2009 sielsowiety Dobryniewo i Rubiłki zamieszkiwało 2439 osób, w tym 2184 Białorusinów (89,54%), 137 Rosjan (5,62%), 26 Ukraińców (1,07%), 24 Polaków (0,98%), 22 Ormian (0,90%), 23 osoby innych narodowości i 23 osoby, które nie podały żadnej narodowości.
Do 2019 liczba ludności spadła do 2340 osób. Największymi miejscowościami były wówczas Tomkowicze (471 mieszkańców), Daniłowicze (380 mieszkańców), Borowiki (299 mieszkańców), Dobryniewo (218 mieszkańców), Szykatowicze (170 mieszkańców) i Uzreczcza (102 mieszkańców). Liczba ludności żadnej z pozostałych miejscowości nie przekraczała 90 osób.

## Geografia i transport
Sielsowiet położony jest na Wysoczyźnie Mińskiej, w południowo wschodniej części rejonu dzierżyńskiego. Największą rzeką jest Żeść. Obejmuje fragment Rezerwatu Biologicznego Lenczyna.
Przez sielsowiet przebiega droga magistralna M1 oraz droga republikańska R65.

## Historia
W latach 30. XX w. sielsowiet Rubiłki (Rubiłkowicze) był polsowietem z autonomią dla ludności polskiej.
28 maja 2013 do sielsowietu Dobryniewo przyłączono w całości likwidowany sielsowiet Rubiłki.

## Miejscowości
- agromiasteczka:
  - Daniłowicze
  - Tomkowicze
- wsie:

| - - Aleksandrowo - Barki - Bielikowszczyzna - Borowiki - Bułynki - Czyrwonaja Zorka (hist. Kamienny Uhoł) - Dobryniewo - Downary | - - Dzieżki - Horenówka - Janowicze - Juncowszczyzna - Kalinina - Kamiannoje - Kozły - Krasne | - - Kule - Kurhannie - Kurhany - Łukasze - Małyja Harochawiszczy - Pabiednaje (hist. Rakojedowszczyzna) - Pachomowszczyzna - Radzima | - - Reczki - Rubiłki - Skworce - Sokolszczyzna - Staryszcze - Suchodoły - Szabuniewszczyzna | - - Szykatowicze - Tołkaczewszczyzna - Uładzimirowa - Uzreczcza - Walarowa - Wialikija Harochawiszczy - Żaki |

- osiedle:
  - Daniłowicze
  - Dyszlady
  - Staryna
  - Zachwojniki
  - Zahraddzie